# MEST
MEST (англ. Mesoderm specific transcript) – білок, який кодується однойменним геном, розташованим у людей на короткому плечі 7-ї хромосоми. Довжина поліпептидного ланцюга білка становить 335 амінокислот, а молекулярна маса — 38 830.
| 10         |  | 20         |  | 30         |  | 40         |  | 50         |
| ---------- |  | ---------- |  | ---------- |  | ---------- |  | ---------- |
| MVRRDRLRRM |  | REWWVQVGLL |  | AVPLLAAYLH |  | IPPPQLSPAL |  | HSWKSSGKFF |
| TYKGLRIFYQ |  | DSVGVVGSPE |  | IVVLLHGFPT |  | SSYDWYKIWE |  | GLTLRFHRVI |
| ALDFLGFGFS |  | DKPRPHHYSI |  | FEQASIVEAL |  | LRHLGLQNRR |  | INLLSHDYGD |
| IVAQELLYRY |  | KQNRSGRLTI |  | KSLCLSNGGI |  | FPETHRPLLL |  | QKLLKDGGVL |
| SPILTRLMNF |  | FVFSRGLTPV |  | FGPYTRPSES |  | ELWDMWAGIR |  | NNDGNLVIDS |
| LLQYINQRKK |  | FRRRWVGALA |  | SVTIPIHFIY |  | GPLDPVNPYP |  | EFLELYRKTL |
| PRSTVSILDD |  | HISHYPQLED |  | PMGFLNAYMG |  | FINSF      |  |            |

A: Аланін

C: Цистеїн

D: Аспарагінова кислота

E: Глутамінова кислота

F: Фенілаланін

G: Гліцин

H: Гістидин

I: Ізолейцин

K: Лізин

L: Лейцин

M: Метіонін

N: Аспарагін

P: Пролін

Q: Глутамін

R: Аргінін

S: Серин

T: Треонін

V: Валін

W: Триптофан

Кодований геном білок за функцією належить до гідролаз. 
Задіяний у такому біологічному процесі, як альтернативний сплайсинг. 
Локалізований у мембрані, ендоплазматичному ретикулумі.